# Маторци и клинке
Маторци и клинке је немачки порнографски филм из 2005. године. Режирао га је глумац (Philippe Soine). Судећи по опису на званичној презентацији, снимано је у Белгији. Филм је у Србији издало новосадско предузеће Hexor 2008. године у тиражу од 3000 комада. На диску се налази и поклон-филм Словеначке приче. Нема описа на омоту, интерна ознака српског издавача је DM31, а каталошки број COBISS.SR-ID 230993415.

## Улоге
| Глумац         | Улога |
| -------------- | ----- |
| Philippe Soine |       |
| Luigina Nike   |       |